# Фернандо Перес де Траба
Ферна́ндо Пе́рес де Тра́ба (гал. і ісп. Fernando Pérez de Traba; бл. 1100 — 1 листопада 1155) — галісійський магнат, вельможа королівства Леон, граф Трабський (з 1121) і Галісійський (з 1140). Представник шляхетного Трабського дому. Син галісійського графа Педро де Траби та Урраки Фройлас. Брат графа Вермудо де Траби. Учасник Реконкісти. Фаворит португальської графині Терези Леонської, її коханець. Був фактичним правителем Португалії за урядування Терези (1121—1128). Разом із нею уклав мир з леонським королем Альфонсо VII (1126). Під час війни Терези із її сином Афонсу І зазнав поразки у битві при Сан-Мамеде (1128). Після ув'язнення вигнаний із Португалії. Отримав у володіння від Альфонсо VII галісійське містечко Собрадо (1135). Оселився в ньому, іменувався графом Галісії. Заснував монастир цистеріанців у Собрадо (1142). Був контрасигнатором пожалувань у Галісії від короля Альфонсо VII. Дружина — Санча Гонсалес, донька Гонсало Ансуреса, від якої мав дітей Марію, Гонсало і Урраку. Від зв'язку із Терезою Леонською мав доньок Санчу та Терезу. Похований у соборі святого Якова у Сантьяго-де-Компостела, Галісія. Згодом перепохований у цистеріанському монастирі в Собрадо. Діяння описані у «Історії Компостели», «Хроніці Альфонсо Імператора». Також — Ферна́н (Fernán, порт. Fernão), Ферна́нд (лат. Fernandus).